# زوارق (بناجوي الغربي)
زوارق (بالفارسية: زوارق) هي مستوطنة تقع في إيران في قسم بناجوي الغربي الريفي. يقدر عدد سكانها بـ 2,247 نسمة .